# Déjà vu (斉藤和義の曲)
「déjà vu」（デジャ ヴュ）は、斉藤和義の6作目のシングル。1994年11月23日にファンハウスから発売された。

## 概要
3枚目のアルバム『WONDERFUL FISH』の先行シングル。オリコンチャート76位を記録。C/W曲はシングルとアルバムでヴァージョンが異なる。

## 収録曲
全曲 作詞・作曲・編曲：斉藤和義（特記以外）
1. déjà vu
編曲：宮内和之
2. 無意識と意識の間で

## カバー
- 西城秀樹 - 未発表音源ライブアルバム『HIDEKI SAIJO LIVE 1995〜1997』（2025年）に収録